# Sân vận động Lạch Tray
Sân vận động Lạch Tray là một sân vận động nằm ở đường Lạch Tray, phường Gia Viên, thành phố Hải Phòng, Việt Nam. Đây một trong những sân vận động lớn nhất Việt Nam với sức chứa khoảng 30.000 chỗ ngồi. Hiện nay, Lạch Tray là sân nhà của câu lạc bộ bóng đá Hải Phòng (trước là câu lạc bộ bóng đá Công an Hải Phòng), một trong những câu lạc bộ bóng đá giàu truyền thống nhất Việt Nam. Ngoài câu lạc bộ Hải Phòng, các đội bóng khác của Hải Phòng (đã giải thể, sáp nhập hay đổi tên) cũng đã từng lấy đây làm sân nhà như Điện lực Hải Phòng, Hóa chất Sông Cấm, Cảng Hải Phòng, Xi măng Hải Phòng, Xây dựng Hải Phòng và Quân khu 3. Trong thời gian SEA Games 22 diễn ra vào năm 2003, sân vận động là nơi tổ chức môn bóng đá nữ.
Ngoài bóng đá và điền kinh, nhiều giải thi đấu thể thao khác cũng như các sự kiện văn hóa lớn được tổ chức trên sân vận động này.

## Lịch sử
Sân Lạch Tray được xây dựng năm 1957 từ một sân quần ngựa (một sân với khán đài bằng đất của câu lạc bộ Đua ngựa phố Lạch Tray). Một năm sau, chiều ngày 1 tháng 1 năm 1958, trận đấu bóng đá quốc tế đầu tiên diễn ra trên sân Lạch Tray là trận đấu giữa đội bóng đá Hải Phòng với đội bóng đá Bát Nhất 2 (Trung Quốc), trận đấu mà Hải Phòng thắng 2-0. Cùng năm đó, đội Hải Phòng lần lượt thi đấu với các đội Công an Triều Tiên (Cộng hòa Dân chủ Nhân dân Triều Tiên) (hòa 2-2), đội tuyển Phnom Penh (Campuchia).
Năm 1959, các khán đài được thay thế từ gỗ thành xi măng và có mái che trên khán đài A.
Năm 1963, tại đây đã diễn ra các trận đấu một bảng thuộc giải bóng đá quân đội các nước xã hội chủ nghĩa gồm Ba Lan, Tiệp Khắc, Bắc Triều Tiên và Việt Nam 2 (thực chất là đội bóng đá Hải Phòng thay thế đội Mông Cổ).
Năm 1972, khi Hoa Kỳ đưa máy bay ném bom đánh phá miền Bắc nói chung và Hải Phòng nói riêng, các phòng thuộc 2 khán đài A và B được bệnh viện Hải Phòng sử dụng làm nơi cấp cứu.
Năm 1977, sân được cải tạo với việc xây dựng lại các khán đài, lắp 4 giàn đèn cao 30 m cho các trận đấu bóng đá vào buổi tối. Sân Lạch Tray được đổi tên thành sân vận động Trung tâm.
Sau lần cải tạo này, sân Lạch Tray còn sửa chữa nhiều lần vào các năm 1995 (sửa chữa các khán đài A và B; xây dựng khán đài C và D; sửa mặt sân và đường chạy điền kinh) và 2003 (để sử dụng cho các trận đấu bóng đá nữ thuộc Đại hội Thể thao Đông Nam Á 2003; lắp bảng điện tử).
Năm 2021, sân Lạch Tray đã được cải tạo toàn diện với vốn đầu tư 60 tỷ đồng.Trong đó, 10 tỷ đồng do ông Văn Trần Hoàn - chủ tịch Câu lạc bộ Hải Phòng - đóng góp để thay mới mặt cỏ và dàn đèn cùng một số phòng chức năng. Các khán đài, thay thế ghế ngồi và các phòng chức năng còn lại, do thành phố Hải Phòng đầu tư 50 tỷ đồng.

## Cấu trúc sân bóng

### Khán đài A

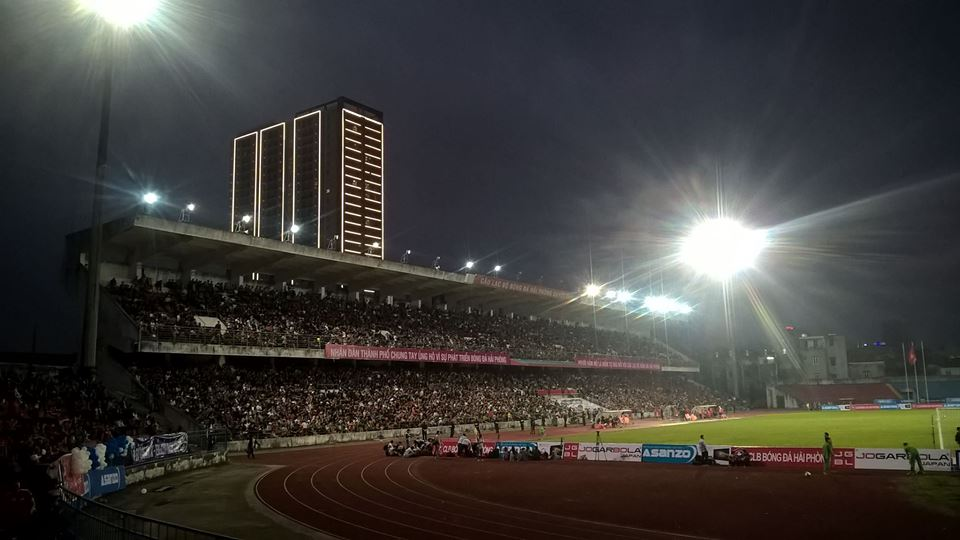
Khán đài A sân Lạch Tray

Đây là khán đài hiện đại nhất của sân vận động với sức chứa gần 15.000 người, được lắp đặt ghế ngồi toàn bộ, gồm hai tầng và có mái che bê tông. Khán đài A quay theo hướng Đông-Bắc, đi vào theo hướng đường Lạch Tray.

### Khán đài B

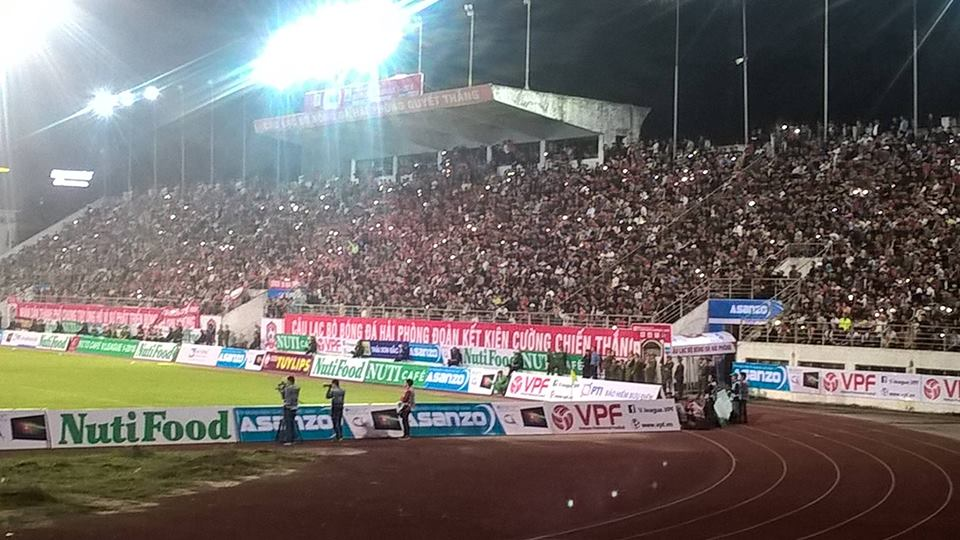
Khán đài B sân Lạch Tray - nơi cuồng nhiệt nhất của CĐV Hải Phòng

Khán đài B quay theo hướng Tây-Nam, đi vào theo hướng đường Chu Văn An. Khán đài được lắp đặt ghế ngồi theo chữ "Lạch Tray", có sức chứa hơn 10.000 người. Gồm một tầng và một phần mái che.

### Khán đài C và D
Đây là hai khán đài xa cầu môn nhất, không có ghế ngồi, không mái che, với sức chứa khoảng 2.500 mỗi khán đài.